# Война роботов (фильм)
«Война роботов» (итал. La guerra dei robot) — итальянский научно-фантастический фильм 1978 года, придуманный и снятый Альфонсо Брешия под псевдонимом Эл Брэдли.
Это малобюджетный итальянский научно-фантастический фильм, созданный после успеха фильма Джорджа Лукаса «Звездные войны» 1977 года.

## Сюжет
Профессора Карра и его помощника похищают люди Ангуса. С земной космической базы Сириус, которой угрожает разрушение, если атомный реактор не будет деактивирован, Трисса Крю вместе с командиром Джоном Бойдом отправляется на их поиски.

## Производство
Итальянская постановка по коммерческим причинам должна была выдавать себя за американскую, поэтому весь актёрский состав использовал англо-саксонские псевдонимы.

## Дистрибуция
В США фильм вышел в кинотеатрах под названием «War of the Robots» ; позже был выпущен на DVD под названием Reactor. Фильм находится в общественном достоянии в США.

## Интересные факты[уточнить]
Режиссёр Альфонсо Брешиа посвятил теме космоса три фильма:
- Нулевой год — Война в космосе[итал.] (1977)
- Война роботов (1978)
- Космо 2000 — Битвы в звездных просторах[итал.] (1978)

## Критика
Fantafilm пишет, что фильм был определён как «яркий пример „научно- фантастического трэша“» и что «он построен на невольно веселых диалогах . . .  Альфонсо Брешия продолжает амбициозный проект итальянского научно-фантастического эпоса, но история кажется запутанным перефразированием идей, заимствованных из старого сериала 1936 года „Флэш Гордон“ и из „Звездных войн“, чей исключительный кассовый успех является, по сути, главной причиной этой натянутой попытки».